# Lix (Lesbarkeitsindex)
LIX (Abkürzung aus dem Schwedischen läsbarhetsindex, „Lesbarkeitsindex“) ist ein Lesbarkeitsindex, der die Schwierigkeit angibt, einen Text lesen zu können. Er wurde von Carl-Hugo Björnsson formuliert. Der LIX berechnet sich wie folgt:
{\displaystyle {\text{LIX}}={\frac {A}{B}}+{\frac {C\cdot 100}{A}}}, wobei
{\displaystyle A} die Anzahl der Worte ist,
{\displaystyle B} die Anzahl der Sätze (getrennt durch einen Punkt, einen Doppelpunkt oder einen Großbuchstaben), und
{\displaystyle C} die Anzahl der langen Wörter (mehr als sechs Buchstaben).